# Kopiec (Beskid Wyspowy)
Kopiec – góra w Paśmie Łopusza i Kobyły w Beskidzie Wyspowym, przy jego północnej granicy z Pogórzem Wiśnickim. Znajduje się we wschodniej części długiego grzbietu o mniej więcej równoleżnikowym przebiegu, ciągnącego się od Łopusza Zachodniego nad Żegociną aż po dolinę Białki w Wojakowej. W grzbiecie tym, kolejno od zachodu na wschód wyróżniają się: Łopusze Zachodnie (661 m), Łopusze Wschodnie (612 m), Kamionka (593 m), Kobyła (603 m), Kopiec i Szczełba (511 m). Na mapach Kopiec ma wysokość 587 m lub 585 m. Szczyt znajduje się we wsi Wojakowa w powiecie brzeskim, ale dolna część stoków południowo-zachodnich we wsi Kamionka Mała, część południoweo-zachodnich we wsi Krosna (obydwie w powiecie limanowskim).
W północno-wschodnie stoki Kopca wcina się dolinka potoku będącego dopływem Białki, w południowo-zachodnie dolinka potoku Nagórski. Góra jest w większości porośnięta lasem, ale na jej stokach są dwie polany; na stoku południowo-wschodnim jest kilkudomowe osiedle Wojakowej, na stoku południowym jest druga, mniejsza i niezabudowana polanka należąca do Kamionki Małej. Na przełęczy między Kopcem a Kobyłą znajduje się polana Mulowiec.
Przez Kopiec prowadzi żółty szlak turystyczny z Żegociny do Wojakowej, w większości lasem, ale w niektórych miejscach z otwartych przestrzeni rozciągają się panoramy widokowe. Na Mulowcu jest Cmentarz wojenny nr 300 – Rajbrot-Kobyła, przy szlaku także liczne figury i kapliczki wykonane przez miejscowych twórców ludowych.
Szlak turystyczny
 Żegocina – Łopusze Zachodnie – Łopusze Wschodnie – Kamionka – Kobyła – Mulowiec – Kopiec – Wojakowa